# Лусака
 Тази статия е за града в Замбия.  За града в ДР Конго вижте Лусака (ДР Конго).  
Лусака (на английски: Lusaka) е столицата и най-големият град на Република Замбия.

## География
Градът е разположен на около 1200 м надморска височина и заема площ от над 360 км². Населението бързо се увеличава. През 1981 наброява 600 000 души, а в началото на ХХІ век – 1 773 300 (с предградията), 1 265 000 жители (градска част).

## История
Градът е сравнително нов. Британската колония Северна Родезия (предишното название на Замбия) имала за свой център град Ливингстън, но по редица причини това се оказало неудобно. За това избрали за център на колонията сравнително малкия град Лусака, намиращ се в централната част на страната. Изграждането на Лусака започва през 1931 г., четири години по-късно тук се премества и колониалната администрация. От 24 октомври 1965 г., Лусака е обявена официално и за столица на независимата Република Замбия. Столицата бързо се развива като главен административен, политически, научен и образователен център на младата република. Британците изграждат града по типичен колониален тип с разграничени отделни части: делова, административна и жилищна. Най-благоустроени са кварталите, разположени югоизточно от жп гарата. На една от главните улици „Независимост“ са разположени правителствените учреждения, представителни магазини и офиси на мултинационални компании и банки. Най-известната улица е „Кайро роуд“ е главна търговска улица на която са разположени множество търговски центрове като „Ню Сити Маркет“ и „Камвала Маркет“. Част от града са кварталите Матеро, Кабавата, Чилендже, Мадрас, Манда Хил, Нордмийд (познат с нощния си живот), Олимпия парк, Роудс парк, Рома, Торн парк и Удландс. Лусака ще е домакин на Общоафриканските игри през 2011 година. Болестта СПИН е един от най-тежките проблеми както на града, така и на страната.

## Икономика
Главен икономически център на страната. Построени са заводи и предприятия за преработка на селскостопанска и хранително-вкусова продукция. Има модерен завод за цимент, машиностроителен завод, заводи за производство на битова и промишлена електроника, химически и металообработващи заводи, локомотивен завод, завод за монтаж и производство на леки и товарни автомобили и др. С мащабното развитие на града в икономическо отношение, около града израстват безброй малки предградия, в които живеят хора, пристигащи от цялата страна с цел да си намерят работа в големия град.
През града минават множество железопътни линии и автомагистрали, една от които свързва града с така наречения „Меден пояс“ на север с южната част на страната. Има изградено международно летище.

## Култура
По времето на колониализма множеството от жителите са неграмотни. В края на 1970-те години е подета мащабна образователна програма, която обхваща 80 % от жителите. В столицата се намират Университетът на Замбия (открит през 1965 г.), националната библиотека, известният институт „Роудс Ливингстън“, множество издателства на вестници и книги. През 1975 година е открит първият драматичен театър „Тиквиза“. На улица „Кайро роуд“ се намира музеят „Зинту“ (Zintu Community Museum).